# Richard O'Brien
Richard O'Brien, pseudonimo di Richard Timothy Smith (Cheltenham, 25 marzo 1942), è un attore, sceneggiatore e compositore britannico naturalizzato neozelandese.

## Biografia
È anche scrittore, ed è divenuto celebre soprattutto come autore del musical The Rocky Horror Show e per aver partecipato come autore della colonna sonora, co-sceneggiatore ed attore, nel ruolo del factotum Riff Raff, nell'adattamento cinematografico del 1975, The Rocky Horror Picture Show.
Nel 1998 partecipò al film La leggenda di un amore - Cinderella, diretto da Andy Tennant, nel ruolo di Pierre Le Pieux.
Dal 2007 doppia il personaggio di Lawrence nella serie a cartoni animati della Disney Phineas e Ferb.

## Filmografia

### Attore
- Carry On Cowboy, regia di Gerald Thomas (1965)
- X Y e Zi (Zee and Co.), regia di Brian G. Hutton (1972)
- Le avventure sessuali di Greta in 3D (Four Dimensions of Greta), regia di Pete Walker (1973)
- The Rocky Horror Picture Show, regia di Jim Sharman (1975)
- Jubilee, regia di Derek Jarman (1978)
- The Odd Job, regia di Peter Medak (1978)
- Flash Gordon, regia di Mike Hodges (1980)
- Shock Treatment, regia di Jim Sharman (1981)
- The Wolves of Willoughby Chase, regia di Stuart Orme (1989)
- Spice Girls - Il film (Spice World), regia di Bob Spiers (1997)
- La leggenda di un amore - Cinderella (Ever After), regia di Andy Tennant (1998)
- Dark City, regia di Alex Proyas (1998)
- Dungeons & Dragons - Che il gioco abbia inizio (Dungeons & Dragons), regia di Courtney Solomon (2000)
- La casa stregata di Elvira, (Elvira's Haunted Hills), regia di Sam Irvin (2001)
- Night Train, regia di Brian King (2009)
- Jackboots on Whitehall, regia di Edward McHenry e Rory McHenry (2010) - voce

### Sceneggiatore
- The Rocky Horror Picture Show, regia di Jim Sharman (1975)
- Shock Treatment, regia di Jim Sharman (1981)

### Compositore
- The Rocky Horror Picture Show, regia di Jim Sharman (1975)
- Shock Treatment, regia di Jim Sharman (1981)

## Opere
- The Rocky Horror Show (1973), musical